# Egyezményes koordinált világidő

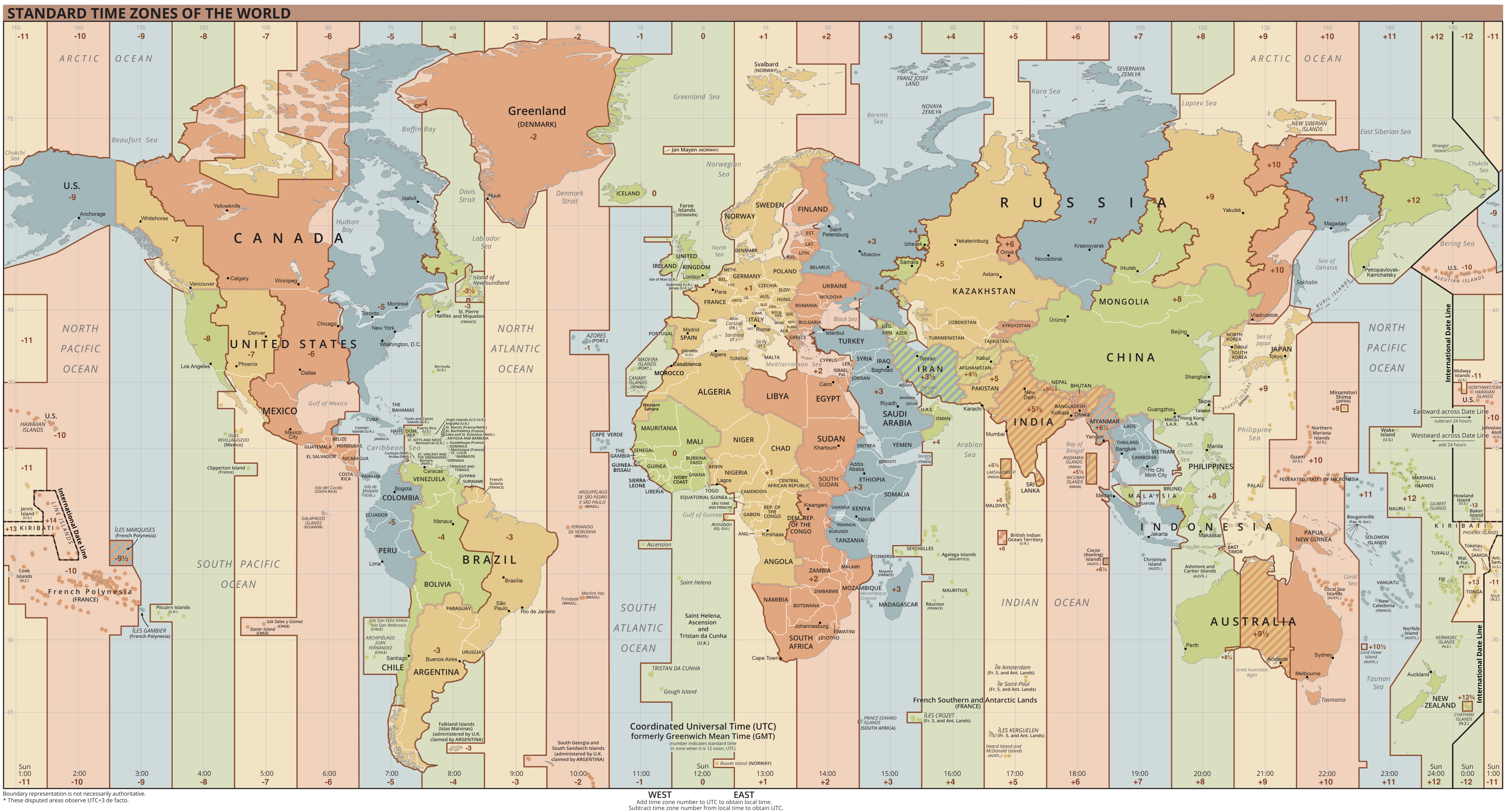
A jelenlegi időzónák

Az egyezményes koordinált világidő vagy röviden koordinált világidő (angolul: Coordinated Universal Time; franciául: Temps universel coordonné; rövidítése: UTC) az a hivatkozási időzóna, amelyhez a Föld többi időzónáját viszonyítjuk. Az UTC a greenwichi középidőt (GMT) váltotta 1961-ben, de máig mindkét jelölést használják, noha a két fogalom nem azonos. Az UTC használata ajánlott, a GMT mint fogalom elavultnak számít.
Az egyezményes koordinált világidő a nagy pontossággal, a világ 50 különböző laborjában egyenletesen mért nemzetközi atomidőből (International Atomic Time, TAI) származik. Az UTC csupán annyival tér el a TAI-tól, hogy a Föld lassuló és nem egyenletes forgása miatt az eltérés kiküszöbölése céljából egy-másfél évente egy szökőmásodpercet adnak hozzá. Ez lehetővé teszi, hogy az UTC 1 másodpercnél kisebb eltéréssel kövesse a Föld forgásából kiszámolt egyezményes világidőt (UT). Tudományos értelemben az UTC nem tekinthető időskálának, mivel a szökőmásodpercek miatt nem egyenletesen telik, rendszertelen időpontokban bekövetkező „ugrásokat” tartalmaz.
A Föld időzónáit az UTC-hez viszonyítva állapítják meg és mivel a greenwichi középidőt váltotta, az az időzóna maradt a viszonyítási pont. Az attól keletre eső időzónák pozitív, míg a nyugatra találhatók negatív értékű órával térnek el (vannak nem egész órával eltérő időzónák is).
Magyarország télen az UTC+1-es, nyáron pedig UTC+2-es időt használja.
| A lap megnyitásakor az UTC szerinti idő 18 óra 41 perc volt. |
| A lap frissítéséhez kattints ide!                            |

## Az „UTC” rövidítés eredete
A Nemzetközi Távközlési Egyesület (International Telecommunication Union, ITU) szándéka az volt, hogy az egyezményes koordinált világidőnek egyetlen rövidítése legyen az egész világon. Az ITU angol és francia anyanyelvű résztvevői nem tudtak egyezségre jutni a rövidítést illetően. Angolul „CUT” lett volna a „coordinated universal time” rövidítése, míg franciául „TUC” a „temps universel coordonné” rövidítése. Végül kompromisszumos megoldásként fogadták el az „UTC” jelölést (universal time coordinated, universel temps coordonné).
Az „UTC” javaslatnak az az előnye is megvolt, hogy jól illeszkedik a korábban kidolgozott és használt egyezményes világidő rövidítéseihez, nevezetesen: „UT0”, „UT1”, „UT1R” már léteztek, így a „C” betű mint utótag ezekhez hasonlóan szerepel.
Az „UTC” rövidítést időnként hibásan „Universal Time Code”-nak oldják fel.

## Működése
Mint időskála, az UTC az időt napokra, a napokat órákra, percekre és másodpercekre bontja fel. Minden nap 24 órából áll, és minden óra 60 percből, de az 1 percen belüli másodpercek száma változó lehet. Időnként a nap utolsó perce 59, 60 vagy 61 másodpercből áll. Ezeket szökőmásodpercnek nevezzük. A napokat hagyományosan a Gergely-naptár szerint azonosítjuk, azonban a csillagászatban a számításokhoz a Julián-dátumot használják, mert a szökőmásodpercek miatt az UTC nem folytonos, és ez a számításokat nehezen kivitelezhetővé tenné.
Az UTC-t a Nemzetközi Atomidőből származtatják (nemzetközi atomidő, International Atomic Time, TAI), amely időskála a proper time időt követi a Föld felszínén és amelynek nincs kapcsolódási pontja a Föld forgási sebességével. Bármely adott pillanatban az UTC a TAI-ból lineáris összefüggéssel származtatható. Az UTC 1961-es kezdete után az UTC a TAI-tól eltérő ütemben járt, azonban 1972-től kezdve az UTC ugyanolyan ütemben jár, mint a TAI. Annak érdekében, hogy az UTC közel maradjon az UT1-hez, időnként szökőmásodpercet iktatnak be, mely mindig egy megadott hónap végén történik meg. 1972 előtt hasonló okból az UTC frekvenciáját változtatták.
Az International Earth Rotation and Reference Systems Service (IERS) nevű szervezet foglalkozik azzal, hogy nyomon követi és nyilvánosságra hozza az UTC és az Egyetemes Idő (UT1) közötti különbséget (DUT1 = UT1 – UTC), és ha az eltérés meghaladja a ±0,9 s értéket, akkor javaslatot tesznek a korrekcióra. 1972 óta a beiktatandó szökőmásodperc szokásos napja június 30. vagy december 31. Az IERS a korrekcióra vonatkozó döntését az aktuális időpont előtt hónapokkal nyilvánosságra hozza a következő webcímen:
Elvileg lehetőség van arra, hogy ez a dátum március 31. vagy szeptember 30. legyen, de ezek használatát az IERS eddig nem tartotta szükségesnek. Az erre a célra használt rádióadók speciálisan kódoltan sugározzák ki az UTC jelet és a DUT1 értékét, ezek ismeretében az UT1 0,1 másodperces pontossággal visszaállítható.
Az UTC teljes körű leírása angol nyelven megtalálható ezen a webcímen:
A TAI-hoz viszonyítva az UTC pontossága csak utólagosan határozható meg. Az International Bureau of Weights and Measures (BIPM) havonta közzéteszi a TAI/UTC eltérések táblázatát, melyben feltüntetik az elméleti, és a részt vevő laboratóriumok által mért gyakorlati értékeket is. A jelentések között a Magyar Kereskedelmi Engedélyezési Hivatal még régi nevén szerepel: OMH (Országos Mérésügyi Hivatal) Az atomórák mérési bizonytalansága nanoszekundum nagyságrendű. A NIST F1 atomórájának mérési bizonytalansága tekinthető a legkisebbnek (A szövegben a mérési bizonytalanság A és a B típusú becslése a GUM-ra hivatkozik; Guide to the Expression of Uncertinty in Measurement)

## Története
1884-ben a Nemzetközi Meridián Konferencia azt a döntést hozta, hogy az angliai Greenwichben lévő királyi obszervatórium helyi ideje legyen az a kiindulási időzóna, amihez a többi időzóna idejét viszonyítják. Ezt az időt nevezzük Greenwich Mean Time-nak (greenwichi középidő), röviden ez a GMT. A helyszín kiválasztásában szerepet játszott, hogy addigra a térképek kb. 2/3-a ezt használta kezdő meridiánként (itt halad át a kezdő délkör, amelyet nulla hosszúsági fokkal jelölnek).
1955-ben megjelentek a céziummal működő atomórák. Az atomóra használata egyszerűbb, mint csillagászati megfigyelésekkel meghatározni a pontos időt, másrészt az atomóra által szolgáltatott időjel stabilabbnak bizonyult. Felmerült emiatt, hogy a pontos időt a továbbiakban atomórák segítségével állítsák elő. Kiderült azonban, hogy az atomórák által szolgáltatott idő és a Föld forgása alapján megállapított idő eltér egymástól.
Az ellentmondást a kétféle idő között az okozza, hogy a két különálló definícióból származó időegység ütközik egymással.
1956-ban a másodpercet úgy határozták meg, mint a Föld tropikus évének 1/31 556 925,9747 részét 1900. január 0. napján 12 órakor efemerisz idő szerint. A közepes nap-nap hosszát úgy definiálták, mint ami alatt a Föld a Nappal újból delelésbe kerül. Az 1 napot 24 órára, az 1 órát 60 percre, az 1 percet pedig 60 másodpercre osztották fel. Így 1 nap 86 400 másodpercből áll.
Az atomórák pontosabb mérései alapján az derült ki, hogy 1 nap nem pontosan 86 400 másodperc hosszúságú, hanem attól kis mértékben, de kimutathatóan eltér.
Ugyanakkor kívánatos volt, hogy megmaradjon a polgári (és katonai) életben a GMT használata, mivel a GMT a Föld forgásához van igazítva. 1958-ban létrejött az International Atomic Time nevű szervezet (röviden: TAI). Ennek az lett a feladata, hogy összhangot teremtsen az atomórák által számolt idő és a Föld forgása alapján meghatározott idő között.
Az UTC fogalmát 1961-ben vezették be. A TAI 1961-01-01T00:00:01.422818 időpillanat lett az UTC 1961-01-01T00:00:00.000000 pillanat, és az UTC 1 másodperce akkoriban 1,000 000 015 TAI másodperccel volt egyenlő. Az órák járását ebben a kétféle időskálában néhány havonta összehangolták, ami azt jelentette, hogy az UTC szerint járó órákat általában 0,1 TAI másodperces lépéssel a TAI-hoz közelítették. A TAI szerinti óra járása teljesen egyenletes volt, és jelenleg is az.
1967-ben a másodperc fogalmát az SI-mértékegységrendszer (röviden: SI) szerint újból meghatározták: 
Hamar felismerték, hogy két különböző meghatározás szerinti másodperc – az UTC másodperc, és az SI másodperc, amit a TAI alkalmaz – bonyodalmakat okoz. Azt gondolták, jobb lesz, ha az időjel meghatározott frekvenciájú, és ez a frekvencia feleljen meg az SI által megadott másodpercnek.
Így az UT (Universal Time) közelítését időlépésekkel kellett megoldani. Ezt kísérletileg az ún. „Stepped Atomic Time” (SAT) keretében próbálták ki, amelyben az időjel a TAI-val azonos ütemben járt, és 0,2 másodperces ugrásokkal maradt szinkronban az UT2-vel.
Ugyanakkor elégedetlenség volt tapasztalható az UTC (és a SAT) gyakori időugrásaival szemben. 1968-ban Louis Essen (a céziummal működő atomóra feltalálója) és G. M. R. Winkler egymástól függetlenül azt javasolta, hogy az időlépéseknek 1 s hosszúságúaknak kell lenniük. 1971 végén történt az utolsó szabálytalan hosszúságú lépés, ez 0,107 758 TAI s-ig tartott. Ekkor 1972-01-01T00:00:00 UTC megegyezett 1972-01-01T00:00:10 TAI-val, így a különbség egész számú, 10 másodperc volt. Ugyanekkor állították be az UTC frekvenciáját a TAI-val megegyezőre, valamint az UTC-t az UT1 követésére állították, az UT2 helyett. Néhány időjelet sugárzó rádióadó megkezdte a DUT1 sugárzását (DUT1 = UT1 – UTC) olyan alkalmazások számára, amelyek az UTC-nél pontosabb időjelet igényeltek.
Az első szökőmásodpercet 1972. június 30-án iktatták be.
E dátum után szökőmásodperceket átlagosan 18 havonta iktattak be, mindig június 30-án vagy december 31-én. 
2006-ig összesen 23 szökőmásodperc lett beiktatva, és mindegyik pozitív értékű volt. Így 2006-ban az UTC 33 másodperccel marad le a TAI mögött.

Egyelőre valószínűtlennek látszik, hogy a közeljövőben negatív értékű szökőmásodpercet kellene beszúrni (vagyis kihagyni egy másodpercet), de a Föld forgásának gyorsulására is akadnak jelek, erre utalhat az is, hogy 1999.01.01. és 2005.12.31. között nem volt szükség szökőmásodpercre.

## Magyarázat

Az ábra a DUT1 különbséget mutatja az UT1 és az UTC között. A függőleges vonalak jelentik a szökőmásodperceket.

A Föld forgási sebessége lassan csökken az  árapályerők hatására, így egy átlagos szoláris nap hossza lassan növekszik. Az SI másodperc hosszát az átlagos szoláris nap hosszához viszonyította
Simon Newcomb, és ezt az 1750 és 1892 közötti megfigyelésekre alapozva állapította meg. Ennek következtében az SI másodperc pontosan az átlagos szoláris nap hosszának 1/86 400-ad része volt 1820 körül. A korábbi századokban egy nap hossza kevesebb volt, mint 86400 SI másodperc, a huszadik század végére pedig elérte a 86 400,002 másodperc értéket, vagyis a változás jelenleg nagyságrendileg +1 másodperc / év. Ezért az UT most „lassabb”, mint a TAI. 
A Föld forgási sebességét számos egyéb tényező befolyásolja, melyek pontos hatásáról keveset tudni. Ilyen például a kőzetlemezek mozgása, illetve a Föld belsejében lezajló folyamatok. A Föld forgása ezek miatt a tényezők miatt nehezen számolható ki előre, ezért az eltérést az elméleti értéktől mindig utólag állapítják meg.
Nem szabad összekeverni az átlagos szoláris nap hossza és az SI másodperc közötti különbséget a szökőmásodperccel. Ez ahhoz a hibás következtetéshez vezet, hogy a Föld forgása teljesen megállna néhány tízezer év múlva. A hibás következtetés abból fakad, hogy összekeverik a változás sebességét (napi 2 ezredmásodperc) és a megtett távolságot (ez időben kifejezve 80 másodperc).A szökőmásodperceket nem az aktuális és az átlagos nap közötti különbség indokolja, hanem a felhalmozódott különbség.
Szemléltetésként tegyük fel, hogy elkezdjük számoltatni a másodperceket egy atomórával 1970-01-01T00:00:00 UTC-től kezdve (ezt Unix-időnek is nevezik). Aznap éjfélkor, UTC szerint, az óra nulla másodpercet mutat. Miután a Föld megtesz egy teljes tengely körüli fordulatot a Naphoz viszonyítva, a számláló megközelítőleg 86 400,002 másodpercet fog mutatni. A számláló kijelzése alapján azt mondhatjuk, hogy a dátum 1970-01-02T00:00:00 UT1. 500 hasonló fordulat után a számláló 43 200 001 másodpercet mutat. Mivel 86400 s × 500 = 43 200 000 s, ezért azt gondolhatjuk, hogy az aktuális dátum 1971-05-16T00:00:01 UTC, holott valójában csak 1971-05-16T00:00:00 UT1. Ha 1970. december 31-én hozzáadunk 1 másodpercet a számlálóhoz, akkor a számláló tartalma 43 200 000 s, ami a helyes 1971-05-16T00:00:00 UT1 dátumnak felel meg. A szokásos pozitív szökőmásodperc beiktatása azt jelenti, mintha az óra 1 másodpercre megállna.
A DUT1 grafikonon a függőleges vonalak közötti lejtős rész mutatja a névleges 86 400 s-hez viszonyított eltérést. Látható, hogy a 2000-es év környékén a ferde szakasz kevésbé meredek, a Föld átmeneti felgyorsulása miatt.

## Az UTC jövője
Ahogy a Föld forgása lassul, gyakrabban lesz szükség szökőmásodperc beiktatására. A nap hosszának változása nagyjából +1,7 ms száz év alatt. A 21. század végére az átlagos nap hossza 86400,004 s lesz, ami azt jelenti, hogy a mostani 500 nap helyett 250 naponként kell szökőmásodpercet beiktatni. A 22. században már évente 2 szökőmásodpercre lesz szükség, a 24. században évi 4 lenne szükséges.
A szökőmásodpercek miatti óraátállításnak már jelenleg is vannak ellenzői, az eljárás bonyolultsága és költségvonzatai miatt.
Vannak javaslatok az UTC fogalmának újratárgyalására, és a szökőmásodpercek teljes elhagyására. Ennek elfogadásával a civil életben használt idő lassan eltávolodna a csillagászati időtől, azonban a változás csak évszázadok alatt volna észrevehető. 
Egy másik javaslat szerint az UTC-t jobban közelíteni kellene az UT1-hez, nagyobb szabadságot engedve a szökőmásodpercek beiktatásához.

## Használata
A katonai és a civil életben is elterjedten használt GPS készülékek az UTC-hez vannak szinkronizálva, de a szökőmásodpercek és a téli/nyári időszámítás figyelembevételével a polgári időt mutatják.
Értelemszerűen az UTC időt alkalmazza a hálózati idő protokoll (Network Time Protocol, NTP), amely arra szolgál, hogy sok felhasználói számítógépet olyan szerverek rendszerórájához lehessen szinkronizálni, amik ugyanakkor atomórákhoz vannak beállítva.
A rádióamatőrök UTC-ben rögzítik az összeköttetések adatait, mivel azok rendszerint több időzónát is áthidalnak.
A műholdas adások a műsoraik időpontját gyakran UTC-ben adják meg, bár a korábban megszokott (és már nem szabványos) GMT jelölés is előfordul.
UTC időt használnak a repülésben is. Az időjárás-jelentések, a repülési tervek, a légi irányítók utasításai mind UTC-t használnak, hogy el lehessen kerülni az időpontokra vonatkozó félreértéseket.
Minthogy az UTC nem folytonos időskála, két időpont között csak a szökőmásodperceket tartalmazó táblázat használatával lehet pontosan kiszámítani az eltelt időt. Emiatt azoknál a tudományos alkalmazásoknál, ahol többéves időszakok időkülönbségére van szükség, az UTC helyett TAI-val számolnak.

## Időzónák

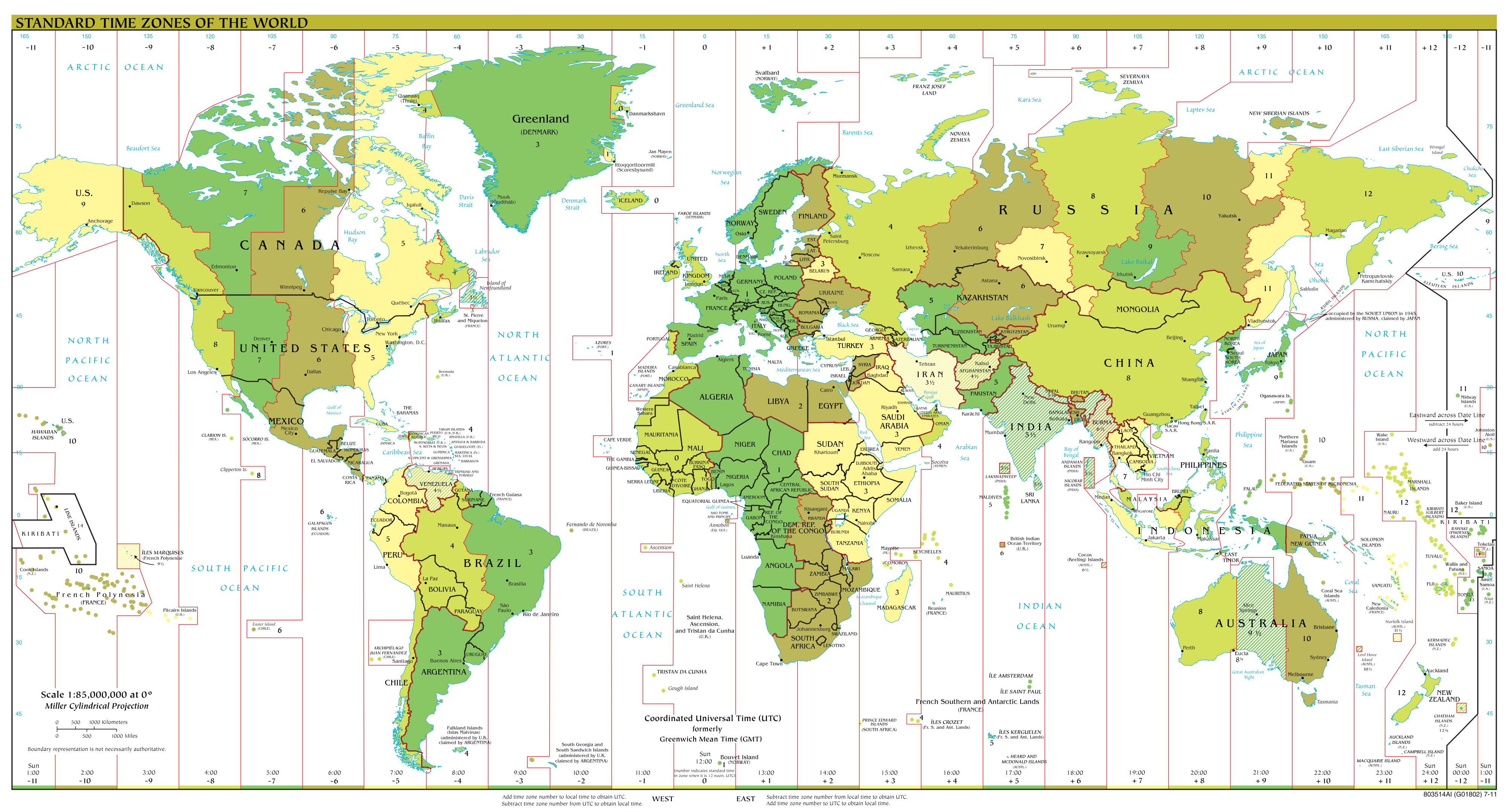
A Föld időzónái (2016)

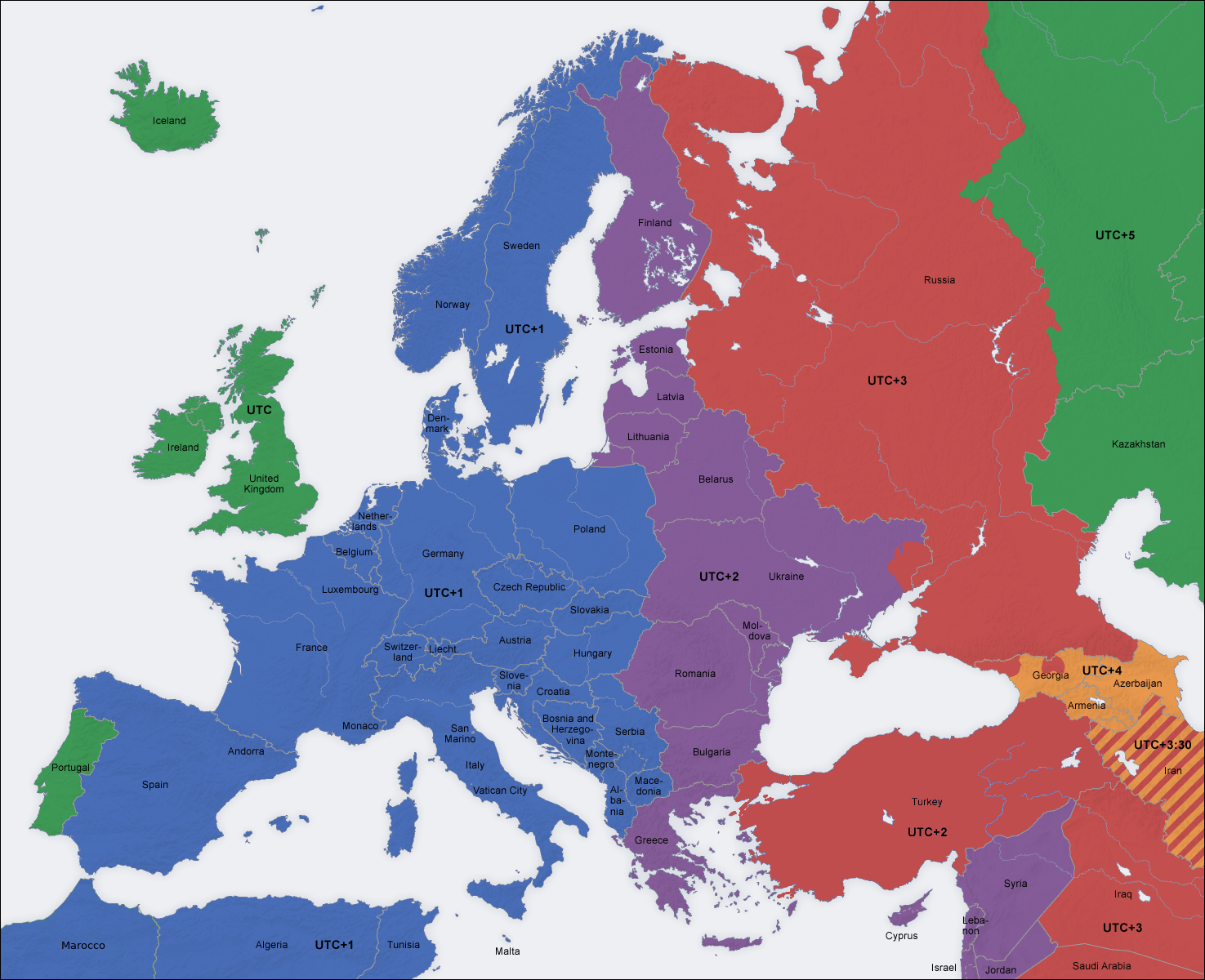
Időzónák Európában

Az időzónák ideje az UTC-től többnyire egész órával különbözik, de vannak fél- és negyedórás eltérésű időzónák is. A másodperc számértéke mindenütt azonos. A téli-nyári időszámítási rendszerekben az UTC a referencia, így az UTC-t a nyári időszámítás kezdete és vége nem változtatja (szökőórát nem iktat be), de a különböző földrajzi időzónákban számolt időeltérés az UTC-hez képest évente kétszer változik.

Az UTC időt bizonyos körökben a Z betűvel jelölik, mivel a hozzá tartozó tengerészeti zóna jele Z (körülbelül 1950 óta), és ez a nullás időzóna (vagyis zéró) 1920 óta. Mivel a NATO által használt fonetikus ábécében, és a rádióamatőröknél is a Z-t Zulu-nak mondják, ezért az UTC időt is így nevezik. Ennek egyszerűen az az oka, hogy a félreértéseket elkerüljék. Ez alapján az UTC+1 neve Alpha time, az UTC+2 Bravo time, …, és így tovább, de ezt a megnevezési formát csak ebben a felhasználói körben használják.
2011 őszén Oroszország nem tért vissza a téli időszámításra, úgyhogy ezentúl a moszkvai idő UTC+3 télen-nyáron egyaránt.

### Magyar/Angol nyelven
- https://time.is
- https://www.timeanddate.com

### Angol nyelven
- Bureau International des Poids et Mesures UTC/TAI Time Server
- Hivatalos U.S. idő az oldal Java-t használ.
- World Time Server – Világidő szerver – bárhol, bármikor
- thetimeNOW – Pillanatnyi idő az összes időzónában
- United States Naval Observatory – Mi az egyezményes világidő?
- International Earth Rotation Service – szökőmásodperc információ
- W3C specifikáció az UTC dátumra és időre vonatkoztatva és IETF Internet standard RFC 3339
- Zulu idő Archiválva 2006. augusztus 31-i dátummal a Wayback Machine-ben
- Hongkongi idő a Hong Kong Observatory szerint Archiválva 2008. június 24-i dátummal a Wayback Machine-ben
- Alfától Zuluig – időzónák
- Mérési bizonytalanság becslése; GUM